# لامبورگینی سیان
لامبورگینی سیان اف‌کی‌پی ۳۷ (به ایتالیایی: Lamborghini Sián FKP 37) یک خودروی اسپرت هیبریدی موتور وسط است که توسط شرکت خودروسازی ایتالیایی لامبورگینی تولید شده است. سیان که در ۳ سپتامبر ۲۰۱۹ به‌صورت آنلاین رونمایی شد، اولین خودروی هیبریدی تولید شده توسط این شرکت است.

## نامگذاری
نام Sián از یک کلمه بولونی گرفته شده است که به معنای رعد و برق است. این نام برای برجسته کردن این واقعیت انتخاب شد که این خودرو اولین خودروی تولید شده توسط این شرکت است که شامل یک جزء ابرخازن هیبریدی است. پسوند FKP 37 مربوط به حروف اول و سال تولد رئیس فقید گروه فولکس‌واگن فردیناند پیئش است.

## مشخصات و کارایی
سیان اف‌کی‌پی ۳۷ بر اساس لامبورگینی اونتادور، موتور خود را با نوع اس‌وی‌جی اونتادور به اشتراک می‌گذارد، اما یک موتور الکتریکی ادغام شده در جعبه‌دنده، ۲۵ کیلووات دیگر به توان خروجی اضافه می‌کند. سایر تغییرات در موتور شامل اضافه شدن سوپاپ‌های ورودی تیتانیوم، ECU مجدد پیکربندی شده و سیستم اگزوز جدید است که توان خروجی را به ۷۸۵ اسب بخار افزایش می‌دهد. مجموع قدرت خروجی ۸۱۹ اسب بخار است که سیان را به قدرتمندترین لامبورگینی تولیدی تبدیل می‌کند. موتور به یک جعبه‌دنده دستی ۷ سرعته خودکار متصل است و خودرو از یک سیستم تمام چرخ محرک کنترل شده الکترونیکی با دیفرانسیل عقب مکانیکی خودکار برای کنترل بهتر استفاده می‌کند.
نیروی موتور الکتریکی به جای باتری‌های لیتیوم یون معمولی در یک واحد ابرخازن ذخیره می‌شود. واحد ابرخازن به منظور توزیع بهتر وزن با موتور الکتریکی در جعبه‌دنده ادغام شده است. ابرخازن‌ها به‌دلیل توانایی آنها در ارائه قدرت سه برابر باتری‌های لیتیوم یون معمولی با همان وزن انتخاب شدند. واحد نصب شده در خودرو تکامل یافته موتور استارت اونتادور است و می‌تواند ده برابر بیشتر از واحدی که بر اساس آن ساخته شده است، نیرو ذخیره کند. یک سیستم ترمز احیا کننده به تولید انرژی کافی برای شارژ مجدد ابرخازن‌ها کمک می‌کند. موتور الکتریکی با اثر کاهش سرعت مقابله می‌کند و با سرعت ۱۳۰ کیلومتر بر ساعت (۸۱ مایل بر ساعت) قدرت را برای راننده افزایش می‌دهد. موتور از مانورهای کم سرعت مانند پارک کردن و معکوس کردن پشتیبانی می‌کند.
بهبودهای انجام شده در خودرو به شتاب صفر تا ۱۰۰ کیلومتر بر ساعت (۶۲ مایل بر ساعت) در ۲٫۸ ثانیه و دستیابی به حداکثر سرعت محدود الکترونیکی ۳۵۵ کیلومتر بر ساعت (۲۲۱ مایل بر ساعت) کمک می‌کند، اما حداکثر سرعت رسمی باید تأیید شود.

## طراحی

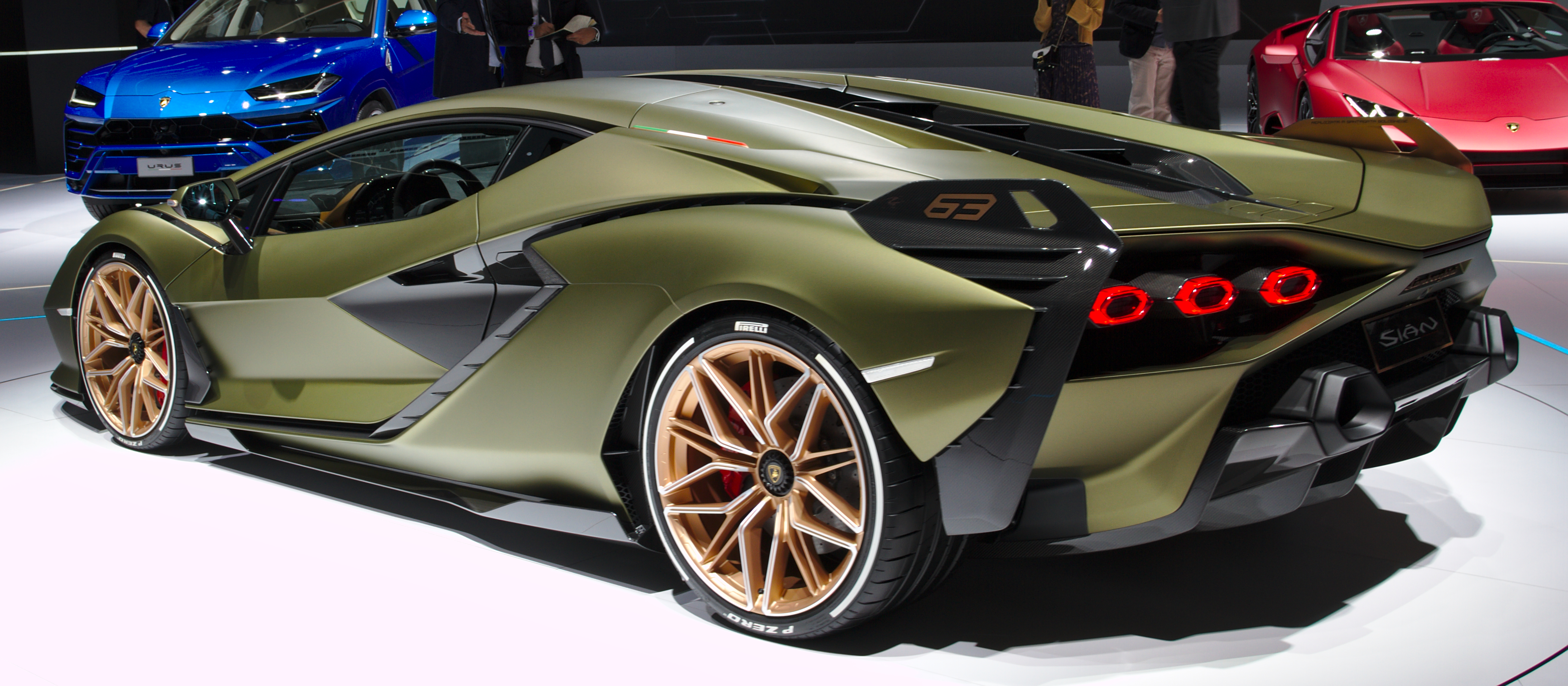
نمای عقب

طراحی بیرونی دارای شکل گوه‌ای است که علامت تجاری طراح معروف خودرو مارچلو گاندینی است و آن را با طراحی مفهومی ترزو میلنیو که دو سال قبل معرفی شده بود ترکیب می‌کند. چراغ‌های جلوی روز به شکل Y از ترزو میلنیو الهام گرفته شده‌اند، در حالی که در عقب یک بال ثابت فعال عقب با عدد "۶۳" حک شده بر روی بال‌های آن برای گرامیداشت سال تأسیس شرکت، نیروی رو به پایین ایجاد می‌کند. نیروی رو به پایین با ورودی‌های هوای جانبی برجسته و شکاف‌کننده بزرگ فیبر کربنی جلو به حداکثر می‌رسد. یک صفحه شیشه‌ای شفاف "Peroscopio" از مرکز سقف اجرا می‌شود و به داخل درپوش موتور باریک بازمی‌گردد و نور و دید را برای سرنشینان می‌افزاید و شش چراغ عقب شش‌ضلعی الهام‌گرفته از کونتاش هستند.
همراه با بال، از پره‌های خنک‌کننده فعال در عقب استفاده می‌شود که توسط یک ماده هوشمند که به گرما واکنش نشان می‌دهد فعال می‌شوند. وقتی به دمای معینی رسید، پره‌ها برای جریان هوای اضافی می‌چرخند. فضای داخلی به‌شدت بر اساس فضای داخلی اونتادور است، اما کنسول وسط مرتب شده است و صفحه نمایش لمسی پرتره که برای اولین بار در اوراکان اوو دیده شد، یکی از تفاوت‌های اصلی است. روکش چرمی توسط شرکت مبلمان ایتالیایی Poltrona Frau انجام شده است و برای اولین بار از قطعات پرینت سه بعدی در داخل آن استفاده شده است.

## تولید
تولید سیان اف‌کی‌پی ۳۷ به ۶۳ دستگاه از کوپه و ۱۹ دستگاه از رودستر محدود خواهد شد و همه قبلاً فروخته شده‌اند. بخش Ad Personam لامبورگینی مسئولیت تولید سیان را بر عهده خواهد داشت. این خودرو به‌طور رسمی در نمایشگاه خودروی فرانکفورت ۲۰۱۹ با رنگ منحصربفرد "طلای برقی" به عموم معرفی شد. همچنین به افتخار رئیس فقید گروه فولکس واگن، فردیناند پیک، به سیان اف‌کی‌پی ۳۷ تغییر نام داد. "FKP" حروف اول نام او و "۳۷" دو عدد آخر سال تولد او (یعنی ۱۹۳۷) است.

## سیان رودستر
در ژوئیه ۲۰۲۰، لامبورگینی از نسخه رودستر کانورتیبل سیان رونمایی کرد. این خودرو با رنگ جدیدی به نام آبی اورانوس عرضه شد و به ۱۹ دستگاه محدود شده است که همگی قبلاً فروخته شده‌اند. از نظر مکانیکی، رودستر شبیه به کوپه است که همان موتور و یامانه هیبریدی ابرخازن را حفظ می‌کند. در عقب، این خودرو دارای دریچه‌های هوای فیبر کربن چاپ سه بعدی است که خریداران می‌توانند حروف اول خود را روی آن اضافه کنند و هر خودرو را منحصربه‌فرد کنند.

## رپلیکا
ماکت این مدل که از آجرهای ساختمانی ساخته شده است توسط لگو در نمایشگاه خودروی پاریس ۲۰۲۲ ارائه شد، اگرچه لامبورگینی در این رویداد حضور نداشت.